# 大普雷斯拉夫市鎮

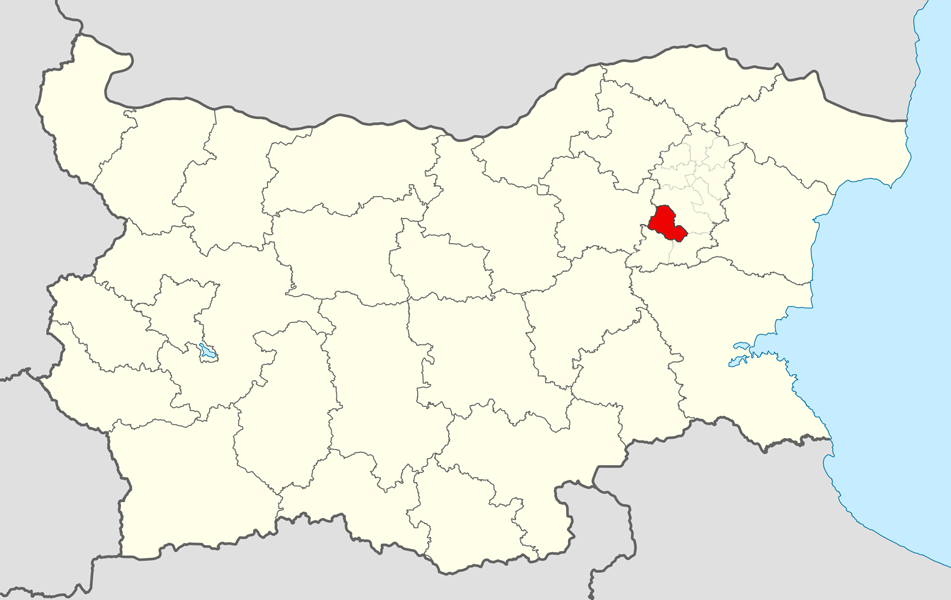

43°10′N 26°49′E / 43.167°N 26.817°E
大普雷斯拉夫市，是保加利亞的城鎮，位於該國東北部，由舒門州負責管轄，首府設於大普雷斯拉夫，面積277.65平方公里，2009年人口15,292，人口密度每平方公里55.08人。